# 史虛白
史虛白，字畏名，北海（今山东省潍坊市一带）人，五代十国南唐诗人、隐士。
史虛白隠居嵩山著書，中原大亂，與韓熙載南渡。徐知诰在杨吴执政，任用宋齊丘，史虛白说自己可以取代他。宋齊丘召他宴飲，設倡樂围棋博戲，作詩賦碑頌。史虛白半醉，顷刻写成数篇，詞采磊落。劝宋齊丘以五可十，进取中原，引湯、武、伊呂事。宋齊丘引見徐知诰。史虛白说中原橫流，江、淮豐阜，兵食充足，當長驅定大業，不要失去事機，他日后悔。徐知诰任用他為校書郎，不久升任州從事。史虛白认为自己失言，謝病而去。南遊至九江落星灣，住在那里。经常乘雙牛版车，掛酒壺在車上，童子背着一琴一酒瓢跟随，往來廬山。保大初年，韓熙載為史館修撰，推荐史虛白可用。唐元宗召見，询问國事，他说：「草野之人，魚釣而已，安知國家大計。」他说賜宴便殿，醉了之后在殿陛撒尿。元宗说：「真是隠者。」賜田百頃，放還山中。后周南征，元宗獻地江北求和，史虛白作《割江賦》：「舟車有限，㳂汀島以俱閒；魚鼈無知，尚交遊而不止。」遷都南昌，元宗走到蠡澤湖，史虛白鶴裘黎杖在道旁迎见。唐元宗问他有什么诗賦，他说：「風雨掲卻屋，渾家醉不知。」元宗不高兴，厚赐粟帛，別賜御酒數壺。徐铉、高越问他让两个儿子出仕吗，他说：「野人有子，賢則立功業以道事明主，愚則負薪捕麋以養其母，僕未常介意也，不敢以累公。」六十八岁去世。临終，让儿子把御赐美酒和藜杖放在棺中，此后四季不再祭享。著有《釣磯立談》一卷，关于江南廢興之事。宋朝天聖年间，史虛白之孫史溫官至虞部員外郎，獻上史虛白文集，宋仁宗追號他为沖靖先生。